# Кіно тема (мережа кінотеатрів)
Кіно тема (раніше Кіносистема) — мережа кінотеатрів, засновником та власником якої є президент горезвісної Асоціації сприяння розвитку кінематографу в Україні Соколов Михайло Володимирович. Перший кінотеатр від мережі відкрили у ? році у Дніпрі. У 2013 мережа провила ребрендинг та змінила назву з Кіносистема на Кіно тема. Станом на 2016 рік кінотеатральна мережа Кіно тема  налічує 4 кінотеатри, 2 в Дніпро, один в Запоріжжі та один в Нікополі, разом в яких розміщується 9 екранів.
Мережа Кіносистема відома своїм упередженим ставленням до української мови Зокрема, у 2009 незабаром після впровадження обов'язкового українського дубляжу іншомовних фільмів в українських кінотеатрах кінотеатри мережі «Кіносистема» організували протест з метою повернення російського дубляжу в українські кінотеатри.

## Кінотеатри
Дніпро
- Кіно тема «Материк-Кіно» в ТЦ Материк. Адреса: м. Дніпро, вул. Марії Кюрі 5, . Кількість екранів: 3 (загальною місткістю ? місць). Відкрито ? року.

Запоріжжя
- Кіно тема ім. Маяковського. Директор: Сергій Шимановський. Адреса: Запоріжжя, проспект м. Леніна, 167, . Кількість екранів: 1, (на 229 місць). Відкрито у ? році.

Нікополь
- Кіно тема "Нікополь-кіно" в КСК «Електро Металург». Директор: ?. Адреса: Нікополь, пр. Трубників 18. Кількість екранів: 1, (на ? місць). Відкрито у ? році.

## Колишні члени мережі Кіно тема
Полтава
- Кінотеатр Конкорд-кіно. Адреса: Полтава, вул. Фрунзе, 60а. Кількість екранів: 3, (на ? місць). Відрито 5 квітня 2007 року. Кінотеатр вийшов з мережі Кіносистема у 2013 році.

Дніпро
- Мультиплекс "Вавілон-Кіно". Адреса: м. Дніпро, вул. Маліновського, 2, ТРЦ Вавилон
- Мультиплекс Комунар. Адреса: м. Дніпро, вул. Комунарівська, 2. Кількість екранів: 1 (загальна місткість ? місць). Відкрито 2001 року. Кінотеатр вийшов з мережі Кіносистема у ? році.
- Мультиплекс «Міст-Кіно» в ТЦ Міст-сіті. Адреса: м. Дніпро, вул. Глінки, 2. Кількість екранів: 6. Відкрито ? року, став незалежним мультиплексом у 2018 році.[8]
- Кінотеатр "Салют". Адреса: м. Дніпро, вул. Набережна Перемоги, 128. Відкрито 1976 року, реконструйовано 2002 року, закрито 2008 року.
- Кінотеатр "Супутник". Адреса: м. Дніпро, вул. Титова, 18.
- Кінотеатр "Комунар". Адреса: м. Дніпро, вул. Комунарівська, 2.
- Кінотеатр "Червоногвардієць". Адреса: м. Дніпро, вул. Філософська, 23.
- Кінотеатр "КДЦ ДніпроПрес". Адреса: м. Дніпро, вул. Єрмолової, 35.
- Кінотеатр "Правда-Кіно". Адреса: м. Дніпро, пр. Слобожанський, 86. Кількість екранів: 3 (Великий зал, Малий червоний зал, Малий синій зал; загальною місткістю ? місць). Відкрито у травні 2018 року.[9]. Закрито у березні 2021 року.[10]

## Лого

Логотип до 2013 року
Логотип після 2013 року

## Власники
Засновниками і власниками мережі кінотеатрів є депутат Верховної Ради України від БЮТ Соколов Михайло Володимирович.

## Скандали
У 2008 році директор мережі кінотеатрів «Кіносистема» Олексій Наслєдніков заявив, що за ініціативою співробітників мережі, 6 з 12 кінотеатрів мережі організувала протест проти наказу Міністерства культури про обов'язкове дублювання українською іншомовних кінопрокатних фільмів.